# Seshachalam
Seshachalam és una serralada al sud d'Andhra Pradesh al districte de Kadapa, una derivació de les muntanyes Palakonda. La seva altura oscil·la entre els 350 i els 550 msnm i les muntanyes són en aparença uniformes; no hi ha pics aïllats; venen des de l'oest de les Palakonda des d'un punt a uns 25 km al sud del riu Penner; A finals del segle xix eren cobertes de jungla.